# Lê Tú Chinh
Lê Tú Chinh (* 4. Juli 1997 in der Ho-Chi-Minh-Stadt) ist eine vietnamesische Leichtathletin, die sich auf den Sprint spezialisiert hat.

## Sportliche Laufbahn
Erste internationale Erfahrungen sammelte Lê Tú Chinh bei den Asienmeisterschaften 2015 in Wuhan, bei denen sie mit 12,61 s im 100-Meter-Lauf in der ersten Runde ausschied. 2016 siegte sie bei den Juniorenasienmeisterschaften in ihrer Geburtsstadt in 23,94 s über 200 Meter und belegte sowohl über 100 Meter, als auch mit der vietnamesischen 4-mal-100-Meter-Staffel den vierten Platz. 2017 gewann sie bei den Südostasienspielen in Kuala Lumpur die Goldmedaillen über 100 und 200 Meter sowie mit der vietnamesischen 4-mal-100-Meter-Staffel. Anfang September nahm sie an den Asian Indoor & Martial Arts Games in Aşgabat teil und gewann dort mit neuer persönlicher Bestleistung von 7,36 s über 60 Meter die Silbermedaille hinter der Kasachin Wiktorija Sjabkina. Im Jahr darauf nahm sie erstmals an den Asienspielen in Jakarta teil und erreichte dort das Halbfinale über 100 und 200 Meter und belegte mit der vietnamesischen Stafette in 45,42 s den siebten Platz.
2019 gelangte sie bei den Asienmeisterschaften in Doha über 100 Meter das Halbfinale, in dem sie mit 11,69 s ausschied, während sie über 200 Meter mit 24,06 s im Vorlauf ausschied. Im Dezember verteidigte sie bei den Südostasienspielen in Capas in 11,54 s ihren Titel über 100 Meter, gewann über 200 Meter in 23,45 s die Silbermedaille hinter der Philippinerin Kristina Knott und sicherte sich mit der 4-mal-100-Meter-Staffel in 45,17 s die Bronzemedaille hinter den Teams aus Thailand und den Philippinen. 2023 gewann sie bei den Südostasienspielen in Phnom Penh in 44,51 s die Silbermedaille mit der Staffel hinter dem thailändischen Team.
In den Jahren 2017, 2020 und 2021 wurde Lê vietnamesische Meisterin im 100- und 200-Meter-Lauf sowie 2017 und 2020 auch in der 4-mal-200-Meter-Staffel und 2020 auch in der 4-mal-100-Meter-Staffel. Sie absolvierte ein Studium an der Ho Chi Minh City University of Sport.

## Persönliche Bestleistungen
- 100 Meter: 11,40 s, 27. November 2018 in Hanoi
  - 60 Meter (Halle): 7,36 s, 19. September 2017 in Aşgabat
- 200 Meter: 23,30 s, 30. November 2018 in Hanoi